# Krzysztof Komorowski
Krzysztof Komorowski OOP (nascido em 1947) é um historiador polonês especializado na história militar polonesa, bem como oficial (aposentado) do exército polonês com patente de coronel. Professor da Universidade Militar de Tecnologia e da Universidade de Defesa Nacional de Varsóvia.
De 1997 a 2003 foi diretor da  Centralna Biblioteka Wojskowa (Biblioteca Militar Central). De 2003 a 2009 foi diretor do Wojskowe Biuro Badań Historycznych [pl].
Foi condecorado, entre outros: com a Cruz de Cavaleiro da Ordem da Polónia em 2006.

## Trabalhos selecionados
- Gwardia Ludowa (1987)
- Konspiracja pomorska 1939-1947: Leksykon (1993)
- Powstanie Warszawskie 1944 (1994)
- Armia Krajowa (1994, 1996)
- Wacław Lipiński: żołnierz, historyk, publicysta (1999)
- Polityka i walka: konspiracja zbrojna ruchu narodowego, 1939-1945 (2000)
- Bitwa o Warszawę '44: militarne aspekty Powstania Warszawskiego (2004)
- Anty-Katyń: jeńcy sowieccy w niewoli polskiej : fakty i mity (2006), também publicado em inglês como Anti-Katyń: Soviet Prisoners of War in Poland : Fatos e Mitos (2006)
- Katyń: zbrodnia nieukarana (2009)
- Boje polskie 1939-1945: przewodnik encyklopedyczny (2009)